# Manduca tepici
Manduca tepici är en fjärilsart som beskrevs av Clark 1926. Manduca tepici ingår i släktet Manduca och familjen svärmare. Inga underarter finns listade i Catalogue of Life.